# Белков, Николай Сергеевич
Никола́й Серге́евич Бе́лков (1950, Ленинград — 21 мая 1996) — дизайнер, член Союза художников, автор системы пиктограмм, запатентованных и официально использованных на Олимпийских играх 1980 года. Постоянный участник ленинградских, всероссийских, всесоюзных, международных выставок и Биеннале плаката. Награждён медалью «За трудовое отличие».

## Биография
Родился в 1950 году в Ленинграде. В детстве увлекался футболом, показывал отличные результаты, играя в юношеской команде. Увлекался рисованием, пятиборьем.

## Создание системы пиктограмм Олимпиады-80
В 1977 году Николай Белков окончил вечернее отделение факультета промышленного искусства ЛВХПУ им. В. И. Мухиной. Дипломной работой стала разработанная им система пиктограмм для всех Олимпийских видов спорта к Олимпиаде 1980 года.
Заканчивая обучение в училище, в качестве дипломного проекта Николай Белков выбрал конструирование комплекта снаряжения для пятиборцев. Вместе с этим он работал над созданием эмблем пяти видов спорта, входящих в пятиборье. Основой для работы послужила система пиктограмм дизайнера Отто Айхера, созданная им для Олимпиады в Мюнхене.
Система пиктограмм была запатентована и реализована на Олимпиаде-80 в Москве. Дипломная работа по её разработке стала одной из лучших выпускных работ Академии Штиглица.

## Школа Ленинградского плаката
Будучи членом Союза художников, Николай Белков вместе с другими деятелями искусства стоял у истоков большого художественного движения, сформировавшего ленинградскую школу плакатного искусства.